# 三谷村 (滋賀県)
三谷村（みたにむら）は、滋賀県高島郡にあった村。現在の高島市の北西端、野坂山地の一部にあたる。

## 地理
- 山岳：堂建山、西峰山、二の谷山、武奈ヶ嶽、三重嶽、三十三間山
- 河川：石田川、中の川、途中谷川、天増川、寒風川

## 歴史
- 1889年（明治22年）4月1日 - 町村制の施行により、狭山村・天増川村・杉山村・椋川村・途中谷村・保坂村・角川村・追分村・北生見村・南生見村の区域をもって発足。
- 1955年（昭和30年）1月1日 - 今津町・川上村と合併し、改めて今津町が発足。同日三谷村廃止。

## 交通

### 道路
- 若狭街道（現・国道303号、国道367号）